# Ithaca 37
La Ithaca 37 es una escopeta de corredera fabricada para el mercado civil, policial y militar. También conocida como la Featherlight, utiliza una novedosa combinación de portilla de carga/eyección en la parte inferior del arma que deja los lados cerrados para los elementos extraños. El perfil del arma es característico. Ya que el arma se carga y eyecta los cartuchos desde abajo, puede ser empleada por tiradores diestros y zurdos, convirtiéndose así en una excelente escopeta ambidiestra.

## Historia
Diseñada en 1915 por el famoso armero John Moses Browning, los derechos de fabricación se vendieron a Remington Arms poco después pero debido a los esfuerzos de producción de la Primera Guerra Mundial Remington no pudo iniciar la fabricación hasta 1921. Antes de que comenzara la producción el diseñador de armas John Pedersen hizo alteraciones al diseño, con más cambios realizados posteriormente por G.H Garrison. La escopeta fue inicialmente publicitada como la Remington Modelo 17. Era una escopeta calibre 20 de tamaño reducido, siendo más tarde rediseñada y refinada en la popular Remington Modelo 31. Esta escopeta sería reemplazada por la Remington 870, que todavía se encuentra en producción. La Modelo 17 sirvió de base para el diseño de tres escopetas de gran éxito: la Remington Modelo 31, la Ithaca 37 y la Browning BPS. Además, las características del Modelo 17 también se incorporaron más tarde en las Mossberg 500 y Remington 870.
Tras la Primera Guerra Mundial, la Ithaca Gun Co. estaba buscando un modelo de escopeta de corredera que producir, principalmente para competir con la Winchester Modelo 12. Por lo que esperaron a que las patentes de la Remington Modelo 17 caducaran. Después de iniciar la producción de la Ithaca Modelo 33, descubrieron más patentes de Pedersen que no caducarían hasta 1937 por lo que junto a la fecha de introducción cambiaron su denominación de 33 a 37.  
Con la Gran Depresión en marcha y la guerra a punto de estallar, era el peor momento para introducir al mercado un arma de caza. Varias armas de caza cesaron su producción durante este periodo. Aunque Ithaca produjo algunas escopetas para las Fuerzas Armadas durante la guerra, también produjo pistolas Colt M1911A1 y subfusiles M3.
Después de la Segunda Guerra Mundial, Ithaca reanudó la producción de la Modelo 37. Fabricada en varios modelos diferentes, la Ithaca 37 tuvo la más larga producción para una escopeta de corredera en la historia, sobrepasando incluso a la Winchester Modelo 12 de donde se inspiró la Ithaca Gun Company para producir escopetas de corredera. La empresa padeció diversos problemas en su historia, cambiando de propietarios varias veces. En una ocasión, la escopeta Ithaca 37 fue rebautizada Modelo 87, aunque rápidamente se volvió al nombre original en uno de los tantos cambios de propietarios. Su producción fue pausada en 2005, cuando Ithaca cambió de dueños una vez más. La producción ha sido continuada en Ohio.

## Usuarios
El mayor usuario fuera de las Fuerzas Armadas estadounidenses es el Departamento de Policía de Los Ángeles. Junto al Departamento del Sheriff del Condado de Los Ángeles, entre muchos otros usuarios figuran las Fuerzas Armadas, departamentos policiales, agencias privadas de seguridad y guaridas de prisión. La Ithaca 37 fue un arma popular entre civiles, tanto para cacería como para defensa personal. Con altos precios para las nuevas escopetas y disponibilidad reducida en comparación con las Mossberg 500 y Remington 870, el empleo de la Ithaca 37 continua su decline. Como dato adicional, la pérdida de mercado por parte de Ithaca fue precipitada por una copia de su escopeta. Recientemente se han importado a los Estados Unidos copias chinas de la Ithaca 37. Además, el mercado de escopetas civiles y policiales de segunda mano ha sido una fuerte competencia.

## Operación
Para cargar la Ithaca 37, se insertan los cartuchos del calibre adecuado a través de la portilla de carga/eyección y se empujan hacia adelante en el depósito hasta que son fijados por el retén. Se aprieta el botón del seguro, se jala hacia atrás el guardamanos y se empuja hacia adelante.
Al jalar el gatillo se dispara la escopeta y el guardamanos puede accionarse para recargar. En la mayoría de modelos, el mantener apretado el gatillo hace que el arma dispare instantáneamente cuando se introduce un nuevo cartucho en la recámara. Su operación es muy similar al de otras escopetas de corredera.

## Versiones
Las versiones de la Ithaca 37 son muy numerosas. Estos son los modelos más populares:
- S-prefix: fueron fabricadas en 1962 por un contrato del Ejército estadounidense. Los números de serie con prefijo S van desde aproximadamente del 1.000 hasta 23.000, con el marcaje "U.S." en el cajón de mecanismos y marcajes de prueba "P" en el cajón de mecanismos y el cañón. Estas escopetas tienen un acabado fosfatado y un cañón de 510 mm (20 pulgadas), culatas simples con cantoneras de plástico y sin anillas para correa portafusil. Unos cuantos contratos posteriores produjeron pequeñas cantidades de escopetas con anillas para correa portafusil y números de serie que pasaban de 900.000. Algunas tenían desviadores de perdigones "esparcidor pico de pato" para su empleo por los SEAL. Otras fueron equipadas con una cubierta de cañón ventilada y un adaptador de bayoneta. Las nuevas bayonetas fueron fabricadas por General Cutlery, Inc. y Canadá Arsenal, Ltd.[1]
- Ultralite: versión con cajón de mecanismos de aluminio.
- Deerslayer: versión con cañón acortado, alza y punto de mira.
- DSPS: acrónimo de Deerslayer Police Special. Una versión militar y policial.
- Stakeout: versión corta con cañón de 330 mm (13 pulgadas) y pistolete.
- 28 Gauge: modelo calibre 28, con un cajón de mecanismos de tamaño tradicional para este calibre.[2]
- Defense: modelo calibre 12 fabricado para defensa personal. Tiene un cañón de 470 mm (18,5 pulgadas) y un depósito con capacidad de 5 cartuchos o un cañón de 510 mm (20 pulgadas) y un depósito con capacidad de 8 cartuchos.

## Variante argentina
La empresa argentina Industrias Marcati fabricó una copia ligeramente modificada (para evitar demandas legales) de la Ithaca 37 con el nombre de Bataan 71.

## Versiones Browning
Browning Arms también empezó a fabricar su propia versión en 1977, llamada BPS (Browning Pump Shotgun; escopeta de corredera Browning, en inglés). Browning empezó fabricando solamente escopetas calibre .12, pero ahora la BPS está disponible para cartuchos del 10, 16, 20, 28 y .410, así como del 12.